# Котенешть
Котенешть, Котенешті (рум. Cotenești) — село у повіті Арджеш в Румунії. Входить до складу комуни Стоєнешть.
Село розташоване на відстані 114 км на північний захід від Бухареста, 48 км на північний схід від Пітешть, 148 км на північний схід від Крайови, 57 км на південний захід від Брашова.

## Населення
За даними перепису населення 2002 року у селі проживали 1039 осіб, з них 1038 осіб (99,9%) румунів. Усі жителі села рідною мовою назвали румунську.